# Jardines Fuller
Los Jardines Fuller, en inglés: Fuller Gardens, es una rocalla y jardín botánico de 2.5 acres (10 117 m²) de extensión, que se encuentra en North Hampton, Nuevo Hampshire. 
Su código de reconocimiento internacional como institución botánica (en el Botanical Gardens Conservation International BGCI), así como las siglas de su herbario es FULGN. 

## Localización
Fuller Gardens 10 Willow Avenue North Hampton, Rockingham county, New Hampshire NH 03862 United States of America-Estados Unidos de América
Planos y vistas satelitales.42°57′39.7614″N 70°46′27.1668″O / 42.961044833, -70.774213000
El jardín botánico está abierto de mayo a mediados de octubre. Se cobra una tarifa de entrada

## Historia
Alvan Tufts Fuller nació en Boston, MA el 27 de febrero de 1878, hijo de Flora Arabella Tufts y Alvan Bonos Fuller. Sus padres, junto con él y su hermana, Martha (Fuller Halsey), vivían en Malden.
Su padre, Alvan Bonos Fuller, era un veterano de la Guerra Civil de profesión impresor, empleado como capataz auxiliar en el Boston Globe. El joven Alvan tuvo que abandonar la escuela a una edad temprana, cuando su padre murió. Su primer trabajo fue a los quince años en la Compañía de goma Boston (Converse) en Malden, en el departamento de envíos. Continuó estudiando en casa y tomó cursos de Burdett Business College. Durante todo este tiempo, ganó numerosos concursos de carreras de bicicleta, llegando a ser campeón de Nueva Inglaterra a los 16 años. Las tardes y los días de fiesta repara y vende bicicletas en el granero de su madre junto a la casa, y usa la sala de estar de la familia en ocasiones como sala de exposición.
A los dieciocho años cuando ganó el dinero suficiente para comprar madera él y su tío Peter Tufts, que era carpintero, construyeron una pequeña tienda en la parcela familiar en Cross Street. Clavó un cartel que decía "Alvan T. Fuller, bicicletas y neumáticos, nos especializamos en reparaciones." Con el éxito que le siguió, reparó y vendió más de trescientas sesenta bicicletas ese primer año.
En 1899, a la edad de veintiún años, vendió sus bicicletas de premios (que todavía estaba ganando) y fue capaz de financiar un viaje a Europa para aprender más en el negocio de las bicicletas y de ver el automóvil que había oído hablar tanto. Regresó a su casa con sus dos primeros automóviles para entrar en el puerto de Boston, dos vehículos franceses "Bouton Voiterettes DeDion." Vendió los coches con un beneficio y en 1900 abrió una segunda tienda de bicicletas en Boston. Un año más tarde, vendió los automóviles, así como bicicletas de su tienda en Boston. 
Previendo el futuro de lo que entonces era un nuevo negocio, viajó a la fábrica Packard en Detroit y regresó con un contrato, convirtiéndose en el primer distribuidor de "Packard Motor Cars" en Nueva Inglaterra. En 1904, vendió Cadillac y Packard y en 1906 trasladó su negocio a la nueva Boston Motor Mart Building, Square Park, Boston. Fuller no sólo fue un pionero en la industria del automóvil, se convirtió en uno de los concesionarios de automóviles más importantes del país. Fue quien originó las ventas del "Washington’s Birthday" y otras técnicas de servicio que forman la base de los procedimientos de comercialización actualmente en los Estados Unidos.
Theodore Roosevelt, por el cual Fuller tenía una gran admiración fue el primero en introducirlo a la política. Se unió al movimiento progresista e hizo campaña por Roosevelt entre 1912 y 1913.
En 1914 fue elegido miembro de la Cámara de Representantes de Massachusetts, desde el Distrito Noveno para dos periodos en 1916-20. En 1924, derrotó a alcalde de Boston, James Curley en una carrera por el cargo político de Massachusetts, fue reelegido en 1926. Tuvo un gran interés en la política durante toda su vida, mostrando su línea de partido independiente al expresar públicamente su "creciente confianza en el gobierno de D. Roosevelt Franklin" en 1933.
En 1910, Fuller se casó con Viola Davenpot de Medford, MA, mientras estudiaba voz en Londres. "Su pasión era la música y la mía era Packards", dijo Alvan de ellos. Los Fullers tuvieron cuatro hijos: Lydia (Mrs. George T, Bottomley), Mary (Mrs. Robert L. Henderson) Alvan Jr. y Peter. Ambos hijos le siguieron en la industria automotríz y son hombres de negocios exitosos en su propio derecho. La familia vivía en Malden en la esquina de las calles Appleton y Hancock hasta la década de 1920 después de que vivieron en el 150 Beacon Street y pasaban sus veranos en "Little Boar’s Head" (la cabeza del pequeño jabalí) North Hampton, New Hampshire.
Una copia del plano, titulado "Condiciones existentes", indica que había un jardín existente antes de dicha fecha, así como los actuales muros de piedra, donde Shurtleff más tarde diseñó y colocó la principal puerta de entrada del roble. Existía el Carriage House (alrededor de 1890), así como la actual calzada que va todo el camino a "Ocean Boulevard". También hay evidencia de que el actual Jardín Japonés (al menos el estanque y algunos arbustos) estaba allí antes de que Shurtleff comenzara sus diseños. En 1930 los viveristas "Cherry Hill Nurseries" diseñaron e instalaron el "jardín lateral", que es una rosaleda se establece en un diseño circular de lechos de cultivo, entre los que se encuentran las vías de césped, alrededor de un antiguo brocal del pozo central. El jardín está rodeado por un seto y una valla de cedro sobre la que se formaron manzanos en espaldera. Un plano de la "Garden Side" de los viveros Cherry Hill indica que había dos invernaderos ya en 1930.
En 1938, Alvan Fuller se puso en contacto con la firma Olmstead Brothers de Boston. Fuller quería que jardín del frente fuera más un 'escaparate', al que los peatones por la calle lo pudieran admirar, y en menor medida un "jardín de corte", donde su belleza fuera "robada" por la eliminación constante de las flores. Leon H. Zach, un socio en los informes firmes de Olmstead en la reunión con Alvan Fuller en abril de 1938 informaba: "La Sra. Fuller (Viola) no entra en el jardín no más de tres veces al año y el Sr. Fuller no más de la mitad una docena de veces, pero ambos reciben una gran cantidad de placer en observar desde sus ventanas de la habitación sobre la carretera en el jardín, al ver una gran cantidad de personas, sobre todo los fines de semana disfrutando de su encanto. El jardín es conocido por estar abierto en todo momento y al parecer ha habido poco o ningún abuso de este privilegio. Sr. Fuller quiere que el diseño del jardín renovado para que aún más color se puede ver desde la carretera a medida que la gente circule por ella". Leon H. Zach parece haber sido responsable de la mayor parte del rediseño del jardín delantero, así como del trabajo llevado a cabo en la residencia de Fuller.
Edward Brown fue el Superintendente (Director) de los jardines desde 1935 hasta 1943, cuando se incorporó al servicio y de nuevo 1959 y 1971, cuando murió a la edad de sesenta y cuatro. Trabajó para la familia Fuller durante cuarenta años, a partir de 1926. Fue un "maestro jardinero" en el verdadero sentido, y sus palabras fueron repetidas: "Toma tu tiempo y haz un buen trabajo". Con la ayuda de su diario todos los días por escrito ya través de una cuidadosa instrucción, se estableció un continuo ejercicio de sus altos estándares de mantenimiento de calidad.
Actualmente, gracias a la Fundación Fuller, los miembros y otros partidarios, los Jardines Fuller aún representan una de los últimos que trabajan los jardines formales según el diseño de principios del siglo XX. Diseñado en el estilo "Colonial Revival" (Renacimiento Colonial) en una parcela de dos y media hectáreas, estos jardines siguen siendo una 'joya costera "para el disfrute de los más de diez mil visitantes anuales, siendo además el anfitrión de una serie de eventos de horticultura y educativos en toda la temporada.
La "Fuller Foundation", una organización 501c(3) independiente sin fines de lucro, que había administrado la propiedad desde el año 1958, se convirtieron en propietarios de los jardines.

## Colecciones
Los jardines están en floración durante toda la temporada. A partir de la extensa exhibición de los tulipanes a principios de mayo, seguido por el Jardín Japonés y otros arbustos que florecen en primavera y en otoño de los bulbos de temporada. Los dos mil rosales empiezan su larga temporada de floración a finales de junio-principios de julio y continúan hasta octubre. Así como plantaciones anuales y perennes de especies inusuales y llamativas.
Actualmente entre las secciones más significativas del jardín destacan:
- Jardín frontal, jardín formal junto al estanque que alberga plantas acuáticas con Kois

y Jardín japonés,
- Jardín lateral que alberga la rosaleda, con más de 2000 arbustos de rosas, con rosas de té híbridas, y cultivares de las rosas más resistentes a las enfermedades, arbustos resistentes, anuales y perennes.
- Jardín de exhibición de dalias, junto a uno de los invernaderos
- Bordura de plantas perennes
- Jardín de Lydia Fuller
- Jardín de Hostas
- Invernaderos con exposiciones anuales en el invernadero tropical y del desierto.